# Constantine Walker
Constantine Anthony „Dream” Walker, czasami również Constantine „Vision” Walker (ur. 19 października 1951 w Kingston) – jamajski wokalista, znany przede wszystkim z krótkiego epizodu jako członek grupy The Wailers w roku 1966; brat cioteczny Rity Anderson, wokalistki i żony Boba Marleya.

## Życiorys
Karierę muzyczną rozpoczął w wieku 13 lat, jako współzałożyciel tria wokalnego The Soulettes, wraz z Ritą oraz ich wspólną przyjaciółką Marlene „Precious” Gifford. Po zmianach personalnych, do jakich doszło w formacji The Wailers po wyjeździe Boba Marleya do Stanów Zjednoczonych w lutym 1966 roku, przez kilka miesięcy odpowiadał do spółki z Ritą za wykonywanie chórków. Od czasu powrotu Marleya na Jamajkę w październiku jeszcze tego samego roku, duet Rita-Walker już tylko sporadycznie pojawiał się w trakcie nagrań Wailersów; ostatnim utworem formacji, w którym usłyszeć można wsparcie Walkera w tle, jest singel „Selassie Is the Chapel” z kwietnia 1968 roku. W międzyczasie udzielał się on również w nagraniach innych jamajskich gwiazd tamtej ery, takich jak Bob Andy (m.in. „I've Got To Go Back Home”) czy też Ken Boothe (m.in. „The Train Is Coming”).
W latach 70. wyemigrował do USA, gdzie występował w kilku tamtejszych grupach reggae; najbardziej znaną z nich była efemeryczna kalifornijska formacja The Rastafarians, która zasłynęła w roku 1981 znakomicie przyjętym debiutanckim albumem pt. Orthodox. Na przełomie lat 1982-83 uczestniczył w wielkim światowym tournée innego z byłych Wailersów, Petera Tosha (występował podczas trasy głównie jako perkusista, co zostało udokumentowane m.in. na płycie koncertowej Captured Live). W roku 1984 wziął udział w projekcie reaktywacji The Wailers, organizowanym z inicjatywy Tosha i Bunny’ego Livingstone’a. Będący owocem tej współpracy album, zatytułowany The Never Ending Wailers, na skutek przeciągających się sporów sądowych o prawa wydawnicze ukazał się dopiero w roku 1993 i nie odniósł spodziewanego sukcesu; podczas nagrań na krążek Walker nie tylko zaśpiewał w chórkach, ale zagrał również na gitarze rytmicznej w większości utworów.
Obecnie mieszka w Kalifornii. 14 lutego 2003 roku wystąpił na żywo w centrum kultury i tańca world music Ashkenaz w Berkeley z okazji Dnia Boba Marleya w 58. rocznicę urodzin króla reggae.